# Belén Ludueña
Belén Ludueña (Pilar, Buenos Aires, Argentina; 7 de julio de 2004) es una futbolista argentina. Juega de defensora en River Plate de la Primera División Femenina de Argentina.
En 2020 fue convocada a la Selección Argentina Sub-17. Y en 2022 a la Selección Argentina Sub-20.

## Trayectoria

### Inicios
Comenzó jugando al fútbol a los 9 años en el club Los Gauchitos Pilarica, luego pasó por Los Pumas de Villa Rosa formándose en sus inferiores durante 4 años antes de recalar en River.

### River Plate
En el año 2018 a sus 14 años llega a River Plate. Inicialmente jugando futsal antes de dar el salto al fútbol desde la temporada 2018/19 jugando en reserva, desde el año 2021 está registrada formando parte en el primer equipo. En diciembre de 2021 fue subcampeona del Torneo de Reserva y en octubre de 2022 se consagró campeona con la reserva de susodicho torneo en la edición de 2022. En enero de 2023 firmó su primer contrato profesional.

## Estadísticas

### Clubes
| Club        | País      | Año           |
| ----------- | --------- | ------------- |
| River Plate | Argentina | 2018-presente |